# Philippe van Parijs
Philippe van Parijs (Bruselas, 23 de mayo de 1951) es un filósofo belga y economista político. Principalmente, se le conoce por ser un defensor del concepto de renta básica y por ofrecer uno de los primeros tratamientos sistemáticos de los problemas de la justicia lingüística.

## Educación
Philippe van Parijs estudió filosofía, derecho, economía política, sociología y lingüística en la Université Saint-Louis - Bruxelles (Bruselas), en la Universidad Católica de Lovaina (UCLouvain) en Louvain-la-Neuve, en la Katholieke Universiteit Leuven (KU Leuven) en Lovaina, Oxford, Bielefeld y California (Berkeley). Posee dos doctorados, uno en Ciencias Sociales (Lovaina la Nueva, 1977) y otro en Filosofía (Oxford, 1980).

## Carrera
Es profesor en la Facultad de Ciencias Económicas, Sociales y Políticas de la Universidad Católica de Lovaina, donde dirige la cátedra Hoover de Ética Económica y Social desde su creación en 1991. Fue profesor visitante en el Departamento de Filosofía de la Universidad de Harvard de 2004 a 2011, y ha sido profesor visitante en el Instituto de Filosofía de la Katholieke Universiteit Leuven desde 2006, e investigador senior en el Nuffield College de Oxford desde 2011.
Van Parijs, quién habla con fluidez varias lenguas, también ha visitado las Universidades de Ámsterdam, Mánchester, Siena, Quebec (Montreal), Wisconsin (Madison), Maine (Orono) y Aix-Marseille, el Instituto Universitario Europeo (Florencia), la Academia Rusa de Ciencias (Moscú), la Universidad Federal de Río de Janeiro, la Academia China de Ciencias Sociales (Pekín), las Facultades Católicas de Kinshasa (Congo), All Souls College (Oxford), la Universidad de Yale, el Instituto de Ciencias Políticas de París, la Universidad Católica del Uruguay, la Universidad Autónoma de Barcelona y la Escuela Normal Superior de París.
Es uno de los fundadores de la Red Europea de Renta Básica (su sigla en inglés es BIEN), la cual en 2004 se transformó en la Red Global de Renta Básica, de la cual preside su comité internacional. Coordina el Foro Ético de la Fundación Universitaria. También coordina el Grupo de Pavía  con Kris Deschouwer y, con Paul De Grauwe, la Iniciativa Re-Bel. Es miembro de la Real Academia de Ciencias, Letras y Bellas Artes de Bélgica, del Instituto Internacional de Filosofía, de la Academia Europea de Ciencias y Artes y de la Academia Británica. En 2001,  se le otorgó el premio Francqui, importante galardón científico de Bélgica.

## Escritos
Los libros de Van Parijs incluyen: 
- Evolutionary Explanation in the Social Sciences (1981).
- Le Modèle économique et ses rivaux (1990).
- Qu'est-ce qu'une société juste? (1991).
- Recycled Marxism (1993).
- Real Freedom for All (1995).
- Sauver la solidarité (1995).
- Refonder la solidarité (1996).
Solidariteit voor de XXIste eeuw (1997).
- Ethique économique et sociale (2000, con C. Arnsperger).
What's Wrong with a Free Lunch? (2001).
- Hacia una concepción de la justicia global (2002).
- Cultural Diversity versus Economic Solidarity (como editor, 2004).
- L'Alllocation universelle (2005, con Y. Vanderborght).
- Linguistic Justice for Europe and for the World (2011).
- Just Democracy. The Rawls-Machiaveli Programme (2011).

## Ideas
En Real Freedom for All: What (If Anything) Can Justify Capitalism? (Libertad real para todos: ¿Qué puede (si hay algo) justificar el Capitalismo?) (1995)  argumenta en favor de la justicia y viabilidad de una renta básica para cada ciudadano. Van Parijs afirma que ella promueve la consecución de una libertad real para tomar decisiones. Por ejemplo, él pretende que uno no puede realmente escoger quedarse en su casa para criar a sus hijos o empezar un negocio si uno no puede costearlo económicamente. En la propuesta de Van Parijs, tal libertad sería factible a través del uso de impuestos como una forma de redistribución de ingresos.
Otra parte de la obra de Van Parijs trata sobre justicia lingüística. Para abordar la injusticia que surge del privilegio disfrutado por el inglés como lingua franca global, discute una amplia gama de medidas tales como un impuesto lingüístico que podría ser pagado por países de habla ingleses, la prohibición del doblaje de películas, y la aplicación de un principio de territorialidad lingüístico que protegería a las lenguas más débiles.
La obra de Van Parijs a veces es asociada con el Grupo de septiembre, exponente del llamado marxismo analítico.